# USS LST-164
O USS LST-164 foi um navio de guerra norte-americano da classe LST que operou durante a Segunda Guerra Mundial.